# Feodosij (Ivaščenko)
Feodosij (rodným jménem: Jevgenij Sergejevič Ivaščenko; * 8. června 1964, Kyjev) je kněz Ruské pravoslavné církve v zahraničí, biskup seattlejský a vikář sanfranciské a západoamerické eparchie.

## Život
Narodil se 8. června 1964 v Kyjevě. Pokřtěn byl v Moskvě.
Po ukončení střední školy, studoval na technické škole. Roku 1988 vstoupil do Kyjevskopečerské lávry, kde byl postřižen na monacha se jménem Feodosij. Dne 19. listopadu 1988 byl vysvěcen na hiromonacha. O rok později začal studovat v Kyjevském duchovním semináři. Asi dva roky sloužil ve farnosti asi 60 km od Černobylu. Od poloviy 90. let působil v Ruské pravoslavné misii v Jeruzalémě.
Roku 1996 přešel do jurisdikce Ruské pravoslavné církve v zahraničí. Několik let žil v monastýru ve státě Minnesota a poté odešel do San Franciscu. Byl povýšen na archimandritu. Stal se zástupcem ředitele cyrilometodějského církevního gymnasia a představeným chrámu sv. Tichona Zadonského v San Franciscu.
Dne 13. května 2008 byl Archijerejským synodem RPCZ vybrán za vikáře eparchie San Francisco a Západní Amerika s titulem biskup clevelandský. Dne 23. června 2008 povrdil jeho volbu Svatý synod Ruské pravoslavné církve. Jmenování proběhlo 6. září 2008. Biskupská chirotonie proběhla o den později. Hlavním světitelem byl metropolita východoamerický a newyorský Hilarion (Kapral).